# Tri-Cities (British Columbia)

Die Tri-Cities inmitten des Metro Vancouver Regional District (GVRD).

Die Tri-Cities ist der informelle Name von drei benachbarten Vorstädten und zwei Dörfern im Nordosten der Metropole Vancouver in der kanadischen Provinz British Columbia. Im Jahr 2016 hatten diese fünf Gemeinden 234.300 Einwohner, die sich wie folgt aufteilten:
| Gemeinde       | Typus | Einwohnerzahl |
| -------------- | ----- | ------------- |
| Anmore         | Ort   | 2.210         |
| Belcarra       | Ort   | 643           |
| Coquitlam      | Stadt | 139.284       |
| Port Coquitlam | Stadt | 58.612        |
| Port Moody     | Stadt | 33.551        |

## Alternative Namensbezeichnung
In Bezug auf die Schullandschaft bezeichnen die Bewohner der Tri-Cities ihr Wohnareal gemeinhin als „District 43“, und zwar nach dem öffentlichen Schulbezirk, der dieses Gebiet bedient.

## Medien
In der Region Tri-Cities besteht Zugriff auf eine Vielzahl von Medien des Lower Mainlands. Mehrere Lokalzeitungen bieten eine lokale Berichterstattung, einschließlich der Coquitlam Now und der Tri-City News.
CKPM-FM in Port Moody war im Jahr 2011 der erste Radiosender, der sich dem Tri-Cities-Gebiet widmete.

## Verkehr

### Straßen
Für Autofahrer bietet der Trans-Canada Highway einen Zugang nach Burnaby, Vancouver, Surrey und andere Gemeinden im Lower Mainland. Der Lougheed Highway ist eine alternative Route zum Trans-Canada Highway. Er beginnt in Coquitlam und führt durch Maillardville, durchquert das Riverview Hospital-Gebiet, und führt bis zum Coquitlam Center, wo die Straße scharf in Richtung Osten nach Port Coquitlam und dann über die Pitt River Bridge nach Pitt Meadows abbiegt. Der Barnet Highway beginnt im Coquitlam Center und führt direkt nach Westen durch Port Moody und weiter nach Burnaby und in die Innenstadt von Vancouver.

### ÖPNV
Die Buslinien in den Tri-Cities werden von der Firma TransLink betrieben. Der West Coast Express, der von Downtown Vancouver nach Mission fährt, hält in Port Coquitlam Station, Coquitlam Central Station und Port Moody Station.
Die Millennium Line bedient das Gebiet seit Fertigstellung der Evergreen Line am 2. Dezember 2016. Die Linie bedient das Lougheed Town Center in Burnaby und führt durch den südwestlichen Teil von Coquitlam in Port Moody und das Zentrum von Coquitlam, wo sie an der Lafarge Lake-Douglas Station endet.

### Wirtschaft
Unternehmen in der Tri-City-Region werden durch Tri-Cities Handelskammer vertreten.
Koordinaten: 49° 16′ N, 122° 47′ W